# Ситник лягушачий
Ситник лягушачий (лат. Juncus ranarius) — вид травянистых растений рода Ситник (Juncus) семейства Ситниковые (Juncaceae).

## Ботаническое описание
Однолетние травы. Растение светло-зелёное, позже буреющее, с мочковатым корнем. Стебли пучковатые, прямые, 10—40 см высотой, от середины ветвистые, у основания одетые красновато-бурыми, более-менее листоносными влагалищами. Листья узколинейные, более или менее плоские, 0,5—0,7 мм шириной, короткие.
Соцветие не сильно сжато, дихотомически-ветвистое, с прямыми или более-менее расходящимися веточками. Цветки 4—5 мм длиной, продолговатые, расположенные по одной стороне веточек, расставленные и лишь кверху скученные; прицветники плёнчатые, тупые, около 2 мм длиной. Листочки околоцветника бледно-зелёные, по краю широко бело-перепончатые, неравные: наружные — ланцетные, шиповато-острые, 4—5 мм длиной, длиннее внутренних; последние — шире, обычно притуплённые, 3,5—4 мм длиной. Тычинки 2 мм длиной; пыльники в 2—3 раза короче нити. Коробочка выпукло-трёхгранная, продолговато-эллиптическая, наверху круглая, с шипиком, 3,5—4,5 мм длиной, буреющая, почти равная или равная внутренним листочкам околоцветника и короче наружных его листочков. Семена гладкие, яйцевидные, 0,5 мм длиной, буроватые. Цветёт и плодоносит на месяц раньше, чем ситник жабий (Juncus bufonius). Цветение в мае—июле, плодоношение в июле—августе.

## Распространение и экология
Европа, Северная, Западная и Центральная Азия, Северная Африка. Заливные луга, дороги, сырые глинисто-иловатые и песчано-иловатые места, посевы.